# Красносельский театр

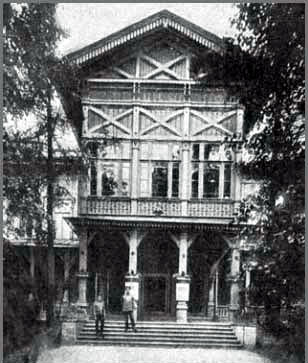
Вход в театр на фотографии Карла Буллы

Красносельский театр — летний театр в Красном Селе под Санкт-Петербургом, работавший во времена Российской империи, с 1851 по 1916 годы.
Театр, возведённый в долине у Безымянного озера по инициативе Н. П. Синельникова, был предназначен для развлечения гвардейских офицеров во время летних учений под Красным Селом. Первое представление состоялось в начале июля 1851 г. Александр II в 1860 г. переоборудовал здание за свой счёт, а 8 лет спустя великий князь Николай Николаевич поручил инженер-полковнику Бенземану срубить на средства военного ведомства новое здание театра. Строительные работы заняли всего 10 месяцев.
В интерьере театра наибольшее внимание привлекали царская ложа, скопированная мебельщиком Туром с ложи Михайловского театра, и люстра «в виде парящего орла, державшего в лапах на цепях большой лавровый венок». На спектаклях (как правило, лёгкого жанра) помимо офицеров с семьями часто присутствовали члены императорской семьи. Посторонние не могли приобрести абонемент в театр ни за какие деньги.
В 1890 г. за кулисами театра проходили первые свидания цесаревича Николая Александровича с танцовщицей Матильдой Кшесинской.
Деревянное здание театра сгорело во время Великой Отечественной войны, и память о нём сохранилась лишь в названии Театральной улицы.
До настоящего времени сохранился бывший парк Красносельского театра (нижняя часть Дворцового парка), который взят под охрану государства как объект культурного наследия регионального значения.